# 澤村宗十郎 (4代目)

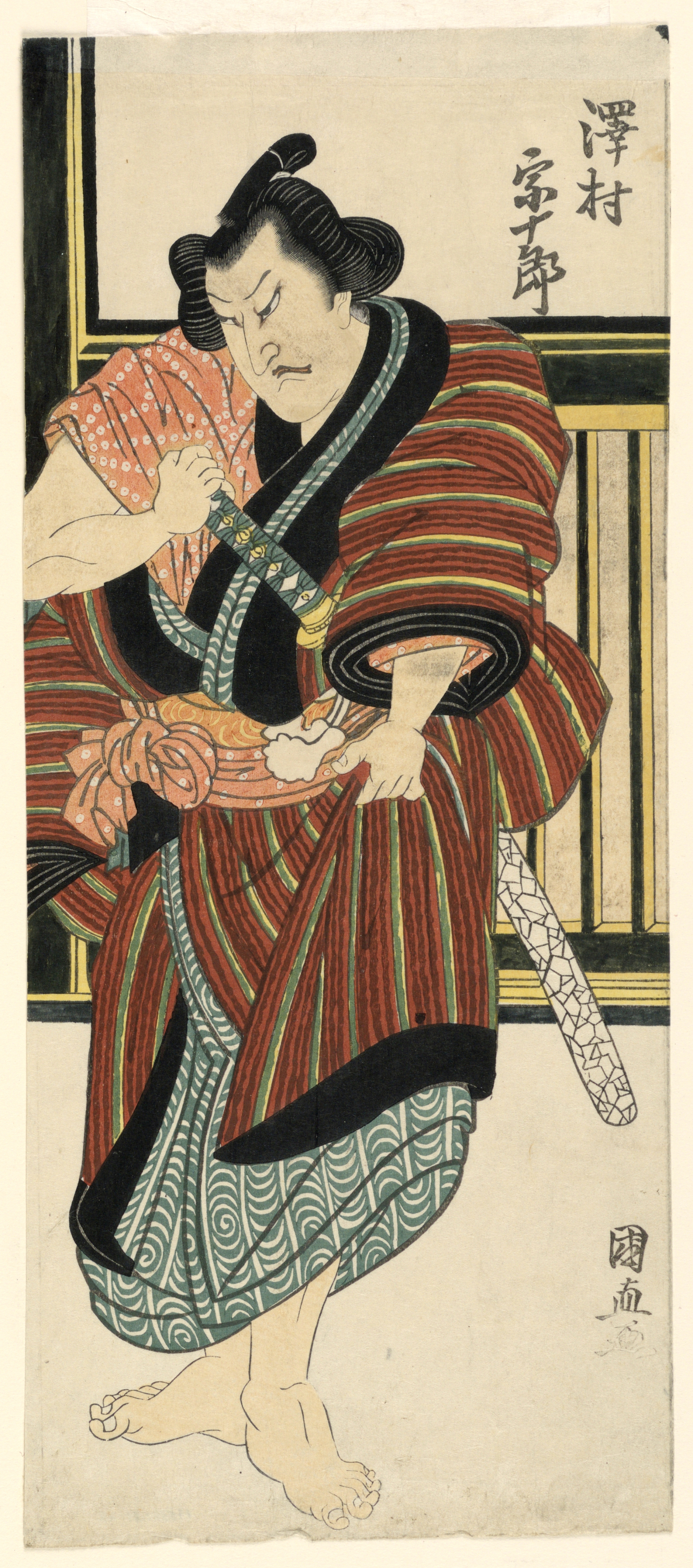
四代目澤村宗十郎の鳴神勝之助。文化9年3月、江戸市村座『姿花江戸伊達染』より。歌川国直画。

四代目 澤村宗十郎（よだいめ さわむら そうじゅうろう、天明4年〈1784年〉 - 文化9年12月8日〈1813年1月10日〉）とは、江戸時代中期の歌舞伎役者。俳名は遮莫・訥子、屋号紀伊国屋。紋は丸にいの字。

## 来歴
三代目澤村宗十郎の息子で母は四代目松本幸四郎の娘。弟に二代目澤村田之助がいる。寛政3年（1791年）正月、澤村源之助と名乗り江戸市村座で初舞台を踏んだ。その後父や弟の鐵之助（二代目田之助）とともに江戸と上方を行き来するが、享和元年（1801年）に父宗十郎が没す。文化5年（1808年）、五代目岩井半四郎らとともに信州や越後で旅回りをする。文化8年11月、市村座において四代目澤村宗十郎を襲名し大当りをとるが、翌年12月病により没す。享年29。
立役を本領として時代物世話物のいずれもよく演じた。養子に五代目澤村宗十郎（三代目助高屋高助）、門人に三代目澤村源之助がいる。